# Castellare di Casinca
Castellare di Casinca (in francese Castellare-di-Casinca, in corso U Castellà di Casinca) è un comune francese di 557 abitanti situato nel dipartimento dell'Alta Corsica nella regione della Corsica.

## Società

### Evoluzione demografica
Abitanti censiti